# ニセタカサゴ
ニセタカサゴ（偽高砂、学名：Pterocaesio marri）は、硬骨魚綱条鰭亜綱スズキ目タカサゴ科クマササハナムロ属の魚類（海水魚）。インド洋および西太平洋に生息する。

## 特徴
最大35 cmに達しうる。横から見た魚体は一般的な形（紡錘形）をしており、上から見ると最もコンパクトな形をしている。頭は多少まっすぐである。目は一般的な形で左右対称である。1本の側線、1つの背びれ、1つの尾びれを持つ。10本の脊椎、背びれに14 - 16本、尾びれに11 - 13本の鰭条（きじょう、ひれすじ）を持つ。体色は水色で、腹側が白い。夜間、休息中、漁獲後は体に赤みが出る。
主に浅い岩礁域やサンゴ礁に生息する。日本では相模湾以南に生息するが、九州からの入荷が多い。
肉食性で、水中から選択的にプランクトン（甲殻類など）を濾過して摂取する。玄界灘では珍しい魚であるが、2005年に男女群島で初確認され、2020年には佐賀県唐津市呼子町沖でも見つかった。
タカサゴと近縁で酷似しているが、体側の縞が側線に沿っている魚はニセタカサゴ、側線より下にあるのはタカサゴと区別する。魚市場ではタカサゴとニセタカサゴは区別されずに流通する。クマササハナムロとは尾びれの黒くなる位置で見分け、後端が黒くなるのがニセタカサゴ、中央が黒くなるのがクマササハナムロである。
地方名は和歌山県でメンタイ、アカメンタイ、和歌山県と四国でアカムロ、沖縄県でカブクヤーグルクンである。ただし、沖縄県では、タカサゴとニセタカサゴを区別せずに単にグルクンと呼称する場合もある。また、宮古島ではヘラーグルクンとも呼ばれる。

## 人間との関係
世界的には漁業上、重要な漁獲対象とならない。ただし沖縄県ではタカサゴと合わせて「グルクン」と呼ばれ、漁獲対象として重視される。アギヤーと呼ばれる袋網に魚群を追い込む伝統的な漁法のほか、釣り、旋網、定置網でも獲れる。1年中漁獲できるが、旬は産卵期の春から夏である。
沖縄県では小麦粉を付けて丸ごと揚げて食べるのが一般的で、鮮度が良ければ刺身にもできる。塩焼き、煮付け、ムニエルなどにも使う。
国際自然保護連合（IUCN）のレッドリストに記載はない。